# Wandoan
Wandoan är en ort i Australien. Den ligger i regionen Western Downs och delstaten Queensland, omkring 340 kilometer nordväst om delstatshuvudstaden Brisbane. Antalet invånare är 767.
Trakten runt Wandoan är nära nog obefolkad, med mindre än två invånare per kvadratkilometer.. Det finns inga andra samhällen i närheten.
Omgivningarna runt Wandoan är i huvudsak ett öppet busklandskap. Genomsnittlig årsnederbörd är 783 millimeter. Den regnigaste månaden är januari, med i genomsnitt 159 mm nederbörd, och den torraste är augusti, med 9 mm nederbörd.